# Karl Gottfried Fürstenau
Karl Gottfried Fürstenau (auch Carl Gottfried Fürstenau; * 24. November 1734 in Rinteln; † 23. Juni 1803 ebenda) war ein deutscher Ökonom und Philosoph.

## Leben
Fürstenau war Sohn des Medizinprofessors Johann Hermann Fürstenau. Er absolvierte zunächst die Stadtschule Rinteln. Anschließend studierte er Philologie, Geographie, Theologie und Medizin an der Universität Rinteln. Zudem wurde er Mitglied der Deutschen Rednergesellschaft in Rinteln. 1753 erhielt er in Rinteln den Magistergrad. Daraufhin wurde er in Marienburg Hauslehrer. Seine Reise dorthin führte ihn über die Universitäten von Halle, Leipzig und Wittenberg sowie über Berlin und Danzig. In Marienburg wirkte er außerdem als Prediger.
Fürstenau ging nach dem Tod seines Vaters 1756 über Königsberg, Danzig, Lübeck, Hamburg, Bremen und Hannover in seine Heimatstadt zurück. Noch Ende 1756 wurde er zum Professor für die ökonomischen Fächer ernannt. Daneben las er über hebräische Sprache und Literaturgeschichte sowie über Logik und Metaphysik. Zu seiner Professur wurde ihm 1764 auch die der Logik und Metaphysik übertragen. 1780 war er schließlich zum Primarius der Philosophischen Fakultät aufgerückt. Dieses Amt hatte er bis zu seinem Tod inne.
Fürstenau hat sich unter anderem als Vertreter einer physiokratischen Wirtschaftslehre einen Namen gemacht.
Der Mediziner Johann Friedrich Fürstenau war sein Bruder.

## Werke (Auswahl)
- De Meritis Lutheri in Oeconomiam publicam et privatam, Enax, Rinteln 1749.
- Versuch einer Apologie des physiokratischen Systems gegen die Einwürfe im Deutschen Museum 1778., Cramer, Kassel 1779.
- Ideen zu einer gemeinfaßlichen und gemeingültigen Metaphysik der Sitten, Bösendahl, Rinteln 1798.